# AppleScript
AppleScript – język skryptowy opracowany przez Apple Inc. dla systemu operacyjnego Mac OS. Pierwsza wersja została wydana w Systemie 7 w 1993 roku.
Głównym zadaniem interpretera jest komunikacja międzyprocesowa, ponieważ język ten został zaprojektowany dla powtarzania żmudnych czynności w programach zewnętrznych i nie nadaje się do tworzenia kompleksowych programów za pomocą wewnętrznej funkcjonalności.
AppleScript posiada elementy programowania obiektowego stosowanego głównie do tworzenia wewnętrznych funkcji. Spora część używanych konstrukcji podobna jest do konstrukcji w naturalnym języku angielskim. Pliki skryptów miewają rozszerzenie scpt lub applescript, uruchamiane są przy pomocy graficznego programu Script Editor lub konsolowego osascript.

## Przykład
W AppleScript tradycyjne Hello, world może zostać wyświetlone na kilka sposobów:
```
display dialog
 
"Hello, world!"
 
-- zwykłe okno z przyciskami OK i Anuluj (Cancel w j. ang.)

-- lub

display alert
 
"Hello, world!"
  
-- ostrzeżenie z przyciskiem OK

-- lub

display
 
notification
 
"Hello, world!"

-- lub

say
 
"Hello, world!"
 
-- odtworzenie przez systemowy syntezator głosu

```